# Hassan Abdallah al-Turabi

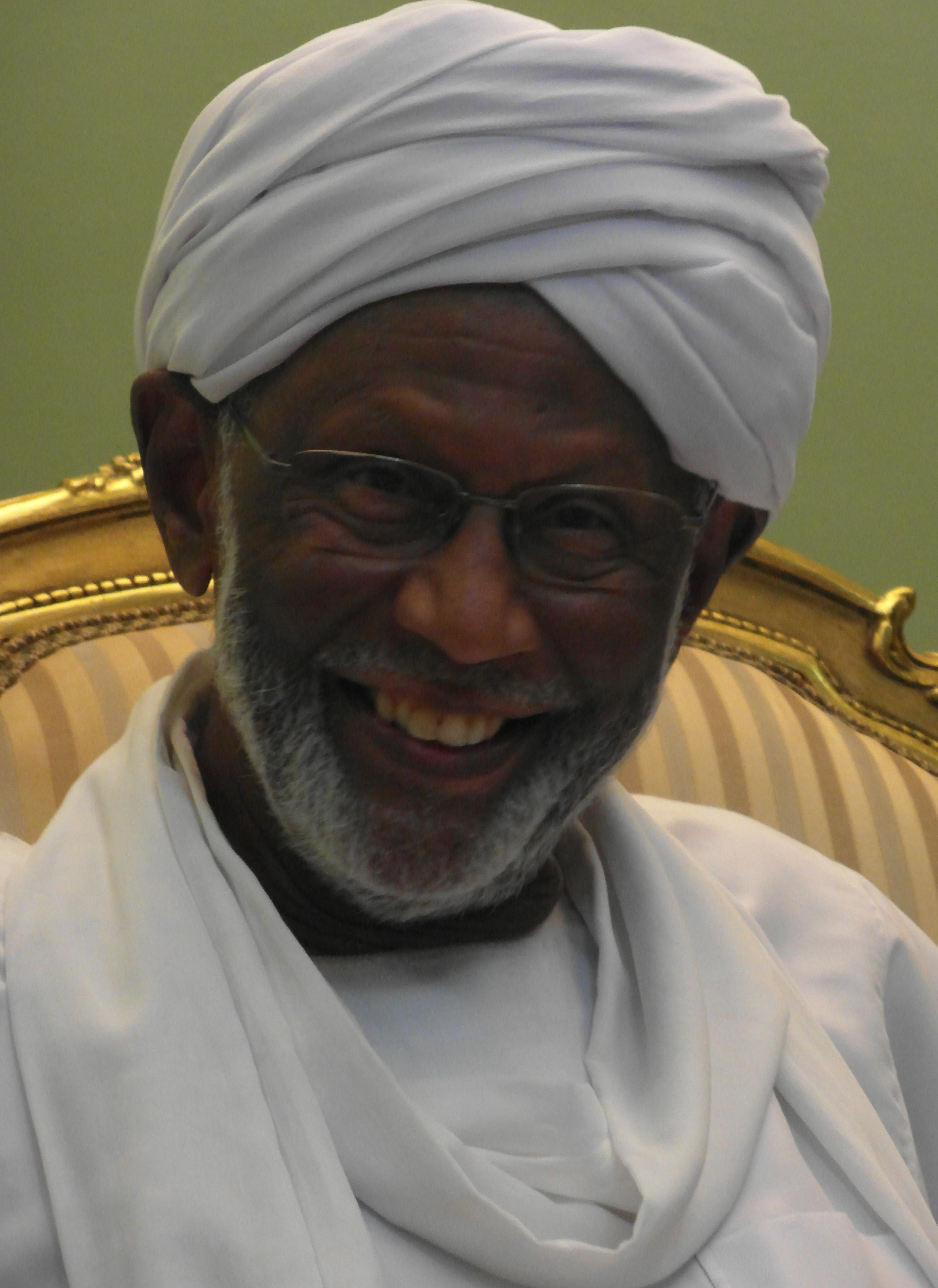
Hassan al-Turabi (2015)

Hassan Abdallah al-Turabi (Arabisch: حسن عبد الله الترابي) (Kassala, 1 februari 1932 – Khartoem, 5 maart 2016) kortweg Hassan al-Turabi of al-Turabi genoemd, was een Soedanees politicus en religieus leider. Al-Turabi was een islamist en lid van de moslimbroederschap.
Voorheen, als leider van de soedanese moslimbroeders, predikte hij een islamitisch panarabisme die in symbiose was met alle islamistische bewegingen van de Arabische oemma, maar ook met de niet-Arabische. Voor Tourabi was het Arabisch nationalisme een islamitische revolutie.

## Biografie
Al-Tourabi was in 1932 te Kassala geboren, aan de grens met Eritrea en van afkomst was hij Beja. Zijn vader was een soefistische sjeik. Hij volgde een studie in de rechten waarin hij in 1955 afstudeerde aan de Universiteit van Khartoem en later in Londen de mastertitel behaalde. Ten slotte werkte hij van 1959 tot 1964 aan zijn thesis aan de Sorbonne-universiteit waar hij promoveerde.

### Politieke carrière
Vanaf 1984 volgde de moslimbroederschap, waar Al-Turabi een van de leiders van was, de aanpak van de dictator Jafaar Numeiri. In april 1984 werd de noodtoestand in het land uitgeroepen.
Van 1 tot 12 april 1986 werden er parlementsverkiezingen gehouden in Soedan. Veertig partijen waren hierbij betrokken, maar als gevolg van de christelijke opstand van de SPLA in het zuiden nam een tiental zuidelijke districten hier niet aan deel. In de andere districten kreeg de Ummah Sadeq al-Mahdi 99 zetels, de Democratische Unie kreeg er 63 en het Nationaal Islamitisch Front van Al-Turabi kreeg 51 zetels.
Generaal Bashir kwam door middel van een staatsgreep in 1989 aan de macht, en werd sterk door Al-Turabi beïnvloed.
Al-Turabi werd later directeur voor Afrika van het Islamic World Congress. In 1995 werd hij lid van het Soedanese parlement. In december 1999 deed Al-Turabi een poging Bashir uit de macht te zetten, maar hij slaagde hier niet in en het parlement werd hierop ontbonden. In maart 2004 werd Al-Turabi gevangengenomen in verband met een eerdere poging tot een staatsgreep.
Op 30 juni 2005 vierde president Omar al-Basjir de 16e verjaardag van zijn regeerperiode na zijn staatsgreep en gaf hij gratie aan alle Soedanese politieke gevangenen, onder wie ook Al-Turabi.
In 2006 werd Al-Turabi beschuldigd van afvalligheid in verband met het schrijven van een artikel dat moslimvrouwen het recht zouden moeten hebben om met christenen of joden te trouwen, waarbij hij de ideeën van zijn traditionalistische tegenstanders "achterhaald" noemde.

### Islamitisch terrorisme
Het rapport van de Nationale Commissie voor terroristische aanslagen op de Verenigde Staten, gaf aan, dat Al-Turabi een van de belangrijkste voorstanders was van Al Qaida en Osama bin Laden in Afrika.

### Oorlog van Darfur
Al-Turabi ontkende elke betrokkenheid bij islamitische militante activiteiten van de Beweging voor Rechtvaardigheid en Gelijkheid, die in Darfur plaatsvonden, maar door sommigen wordt dit betwijfeld. Op 12 mei 2008 werd hij gearresteerd naar aanleiding van een mislukte inval door rebellen van de Beweging voor Rechtvaardigheid en Gelijkheid op 10 mei 2008.

### Overlijden
Uiteindelijk werd Al-Turabi leider van de oppositiepartij PCP. Hij overleed op 84-jarige leeftijd aan een hartaanval.